# Трембачев (Паєнчанський повіт)
Трембачев (пол. Trębaczew) — село в Польщі, у гміні Дзялошин Паєнчанського повіту Лодзинського воєводства.
Населення — 2255 осіб (2011).
У 1975-1998 роках село належало до Серадзького воєводства.

## Демографія
Демографічна структура станом на 31 березня 2011 року:
|          | Загалом | Допрацездатний вік | Працездатний вік | Постпрацездатний вік |
| -------- | ------- | ------------------ | ---------------- | -------------------- |
| Чоловіки | 1148    | 238                | 800              | 110                  |
| Жінки    | 1107    | 200                | 658              | 249                  |
| Разом    | 2255    | 438                | 1458             | 359                  |